# Santa Llúcia de Bellmunt
Santa Llúcia de Bellmunt és una església del municipi de Bellmunt del Priorat (Priorat) protegida com a bé cultural d'interès local.

## Descripció
Sòlida construcció de tres naus i creuer no sobresortit, amb absis poligonal. El cos central és de tres trams, amb cor a la primera. Les naus laterals són separades per pilastres i arcs de mig punt. D'un fris continu arrenca la volta, de mig punt amb llunetes i cúpula a la intersecció amb el creuer, amb quatre obertures. El campanar, de planta octogonal i de dos cossos, és al peu del temple. A la façana cal destacar una finestrella amb la data de 1815, un ull de bou i la portalada, de pedra. La porta, entre falses columnes, és d'arc rebaixat i rematada per un guardapols que envolta una fornícula on hi ha una imatge moderna de Sant Llúcia.

## Història
L'església actual substituí una construcció anterior de principis del segle xvii. Les obres s'iniciaren el 1814 i, després d'una petita paralització, continuaren el 1816. Fou beneïda el primer de febrer del 1818 i traslladades les imatges des de l'antic temple. Fou elevada de Vicaria a Església parroquial el març de 1867. Pel juliol de 1936, durant la guerra civil espanyola, foren desmuntats els altars i cremats a la plaça, així com l'orgue. Pel que sembla, els altars actuals són una reproducció dels anteriors. També es destruïren les campanes.